# Stjepan IX. Blagajski
Stjepan IX. Blagajski (? – ?, 1547.), hrvatski velikaš i blagajski knez iz velikaške obitelji Blagajski, mlađeg ogranka knezova Babonića. Sudjelovao je početkom 1527. godine na Hrvatskom saboru u Cetingradu, zajedno s drugim velikašima Hrvatskog Kraljevstva pri izboru austrijskog nadvojvode Ferdinanda Habsburškog († 1564.) za kralja Hrvatske.

## Životopis
Rodio se u obitelji slavonskog kneza Grgura II. Blagajskog. Imao je sestru Doru Blagajski koja se udala za Leonarda Grubera, a potom za kneza Nikolu VIII. Frankapana Tržačkog († 1577.).
U njegovo vrijeme posjedi knezova Blagajskih bili su pod velikim pritiskom turskih napada i pljačkanja. Godine 1512. – 1513., Turci su žestoko poharali posjede Blagajskih i tom prilikom razorili njihov utvrđeni grad Blagaj. Stjepan IX. je, zbog osmanskog pritiska i teških političkih prilika pristao uz austrijskog nadvojvodu Ferdinanda Habsburškog, zbog čega je 1. siječnja 1527. godine sudjelovao na Saboru u Cetingradu pri njegovom izboru za novog hrvatskog kralja.
Godine 1543. pobijedio je, zajedno s bivšim hrvatskim banom Petrom Keglevićem i članovima slunjskog ogranka knezova Frankopana, tursku vojsku u bitki kod Otočca. U isto vrijeme kupio je od Ivana Ungnada, zemaljskog kapetana Štajerske gradove Kočevje i Friedrichstein u Kranjskoj, budući da su njegovi posjedi bili na udaru Turaka i pod sve jačim osvajanjem.
Imao je, sa suprugom Dorom Frankapan, sina Franju koji se istaknuo u borbama s Turcima, ali je zbog postupnog turskog osvajanja njegovih posjeda odselio iz Slavonije u Kranjsku.